# Konrad Grebel
Konrad Grebel (* um 1498 in Grüningen / Schweiz; † August (?) 1526 in Maienfeld bei Chur) war der Sohn eines bekannten Zürcher Kaufmanns und Ratsherrn. Er gilt als Mitbegründer der Täuferbewegung und wird häufig auch als Täufervater bezeichnet.

## Anfänge

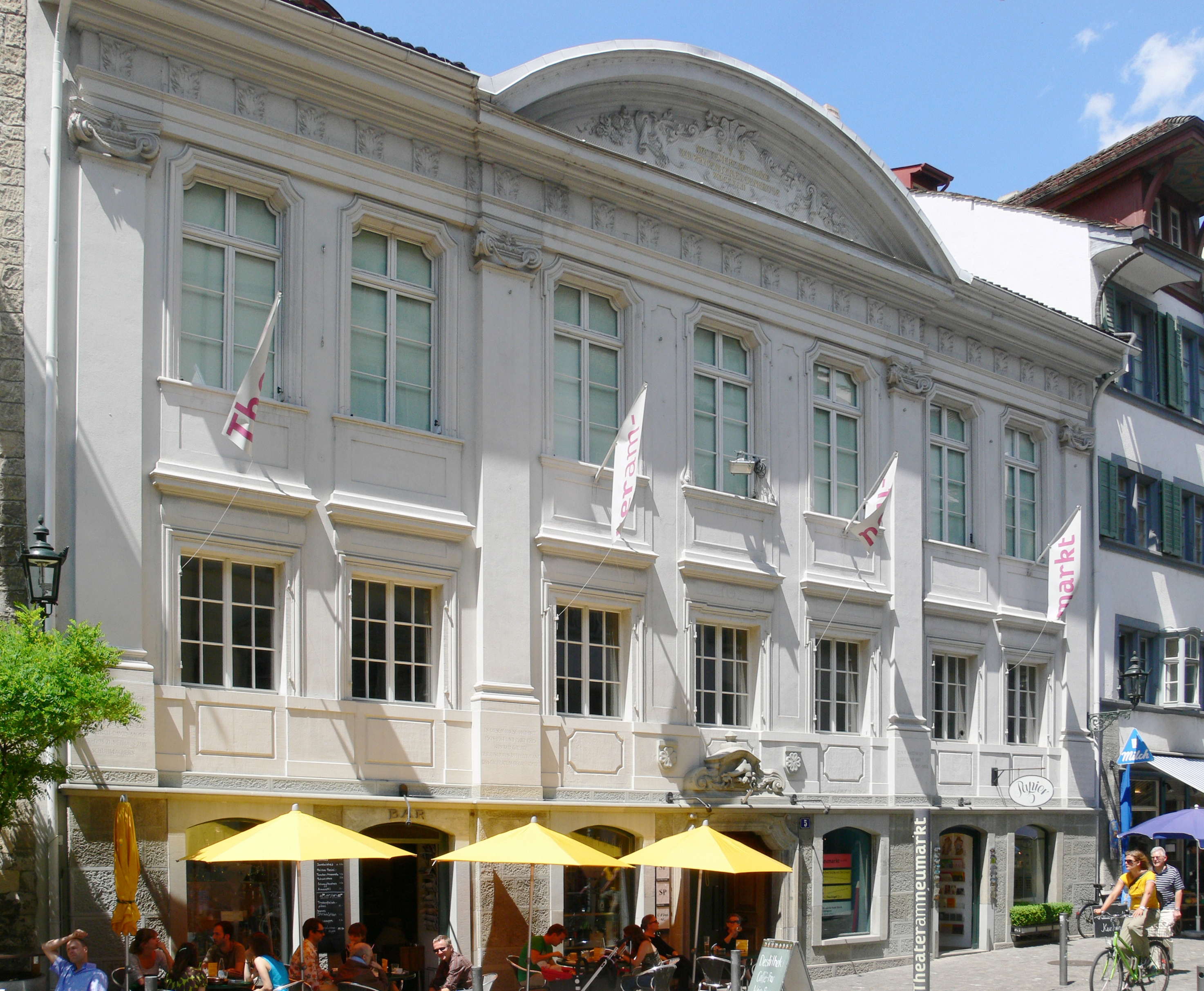
In diesem 1742 für die Schuhmacherzunft umgebauten Haus am Zürcher Neumarkt 5 (heute Theater am Neumarkt) wohnte Grebel von 1508–1514 und 1520–1525

Konrad Grebel wurde als Sohn des Landvogtes Hans Jakob Grebel (um 1460–1526) und seiner Ehefrau Dorothea, Tochter des Hans Fries, Ammann von Uri, in Grüningen geboren. Die Familie gehörte väterlicherseits seit Generationen der Zunft zur Meisen an. Sein Vater war Mitglied des Kleinen Rates und von 1521 bis 1525 über 30-mal Tagsatzungsgesandter. Gegenüber der Reformation zeigte er sich aufgeschlossen, war aber gleichzeitig ein Gegner Zwinglis. 1526 wurde Hans Jakob Grebel wahrscheinlich zu Unrecht hingerichtet. Angeblich hatte er sich über das 1522 erlassene Verbot, ausländische Pensionsgelder anzunehmen, hinweggesetzt.
Konrad war das zweite von sechs Kindern. Seine Jugend verbrachte er im Schloss Grüningen, in das er 1525 als Gefangener zurückkehren sollte. 1511 zog er mit seiner Familie nach Zürich, wo er die zum Grossmünster gehörige Lateinschule Carolina besuchte. Danach studierte er von 1514 bis 1515 in Basel unter Glarean, von 1515 bis 1518 in Wien unter Vadian und von 1518 bis 1520 in Paris wiederum unter Glarean. Einen universitären Abschluss erreichte er jedoch nie. In dieser Zeit begann Grebel eine umfangreiche Korrespondenz mit zeitgenössischen Philosophen humanistischer Prägung. Zu ihnen gehörte vor allem Joachim von Watt (genannt Vadian), sein Lehrer an der Universität Wien und späterer Schwager. An ihn sind insgesamt 56 Briefe Grebels erhalten geblieben.
Nachdem Grebels Vater Nachrichten über das lockere Pariser Studentenleben seines Sohnes empfangen hatte, stornierte er die finanzielle Unterstützung und beorderte ihn um das Jahr 1521 nach Zürich zurück. Zeitweilig arbeitete Konrad Grebel als Lektor bei Andreas Cratander in Basel, kehrte aber schon nach zwei Monaten zurück nach Zürich. Er fand Kontakt zu einem Kreis, der sich um den Schweizer Reformator Huldrych Zwingli gebildet hatte. Bereits während der Wiener Studienzeit waren er und sein Vetter Leopold durch Zwingli kontaktiert worden. In diesem auch Sodalität genannten Lesekreis wurden neben den griechischen Klassikern die Vulgata sowie die hebräischen Schriften des Alten und die griechischen Schriften des Neuen Testaments studiert. Hier lernte Grebel auch den späteren Täufer Felix Manz kennen, mit dem ihn alsbald eine tiefe Freundschaft verband.
Am 6. Februar 1522 heiratete Konrad Grebel. Seine Ehefrau Barbara (ihr Familienname ist unbekannt) war wahrscheinlich eine Novizin des dominikanischen Klosters Oetenbach, in dem auch eine Schwester Grebels als Nonne lebte. Barbara war zum Zeitpunkt der Eheschliessung bereits schwanger. Aus der Ehe gingen drei Kinder hervor: Theophil (1522), Josua (1523) und Rachel (1525). Obwohl Grebels Eltern auf die Hochzeit mit Unmut reagierten, nahmen sie das junge Paar dennoch in ihrem Hause auf. Einem Brief an Vadian ist zu entnehmen, dass die junge Familie bis 1524 im Elternhaus Konrad Grebels wohnte.

## Grebel und Zwingli
Im Frühjahr 1522 erlebte Konrad Grebel die entscheidende Wendung zu dem von Zwingli gepredigten Evangelium und trat aktiv und öffentlich für die Reformation ein. Mit Gesinnungsgenossen beteiligte er sich an der Provokation der Altgläubigen mittels Predigtstörungen. Dies hatte zur Folge, dass er im Juli 1522 zusammen mit Klaus Hottinger und den beiden Bäckern Bartlime Pur und Heinrich Aberli vor den Rat zitiert wurde, wo ihn einer von den Ratsmitgliedern als Teufel bezeichnete. Grebel seinerseits forderte den Rat auf, die evangelische Bewegung nicht weiter zu behindern. Eine Folge der Provokationen war die Einberufung der Ersten Zürcher Disputation vom Januar 1523, wo die schriftgemässe Predigt zur Norm im Zürcher Herrschaftsgebiet erklärt wurde. Als in der Folge reformatorische Kreise in Zürcher Landgemeinden die Zehntenfrage aufwarfen und offen mit der Heiligenverehrung und der Messfeier brachen, stellte sich Grebel mit anderen radikalen Zwinglischülern auf deren Seite. Grebel unterstützte auch vorbehaltlos die bilderstürmerischen Aktionen, die seit dem Herbst 1523 in der Stadt Zürich und in umliegenden Gemeinden durchgeführt wurden. In dieser aufgewühlten Situation berief der Rat eine zweite Disputation ein, um öffentlich über die Kirchenzierden und die Messe zu beraten. Bei dieser Zweiten Zürcher Disputation vom Oktober 1523 wurde die Abschaffung der Messe und die Entfernung der Bilder aus den Kirchen theologisch aus der Bibel begründet. Zwingli überliess es jedoch dem Rat, den Zeitpunkt und das Vorgehen für die Errichtung der neuen Ordnung zu bestimmen. Grebel und Simon Stumpf wehrten sich entschieden dagegen, dass Zwingli der Obrigkeit solche Befugnisse in religiöser Angelegenheit überliess. Die Spaltung zwischen Zwingli und dem Grebelkreis, die sich bereits in der Zehntenfrage angekündigt hatte, wurde nun offensichtlich.

## Neues Taufverständnis
In einer Zeit der Selbstbesinnung überprüfte Grebel nun seine Position. Im Jahr 1524 hielt er Bibelstunden zum Matthäusevangelium im Castelberger Lesekreis, stellte eine Bibelkonkordanz zu den Themen Glaube und Taufe zusammen und nahm brieflichen Kontakt mit anderen Reformatoren wie Martin Luther, Andreas Bodenstein von Karlstadt und Thomas Müntzer auf. Karlstadt schickte vorerst seinen Freund Gerhard Westerburg mit einigen seiner Traktate zu den Prototäufern nach Zürich; im Herbst 1524 reiste er sogar selber nach. Eine Einigung mit ihm kam jedoch nicht zu Stande. Im September und Oktober verfassten Grebel und seine Freunde zwei Briefe an Müntzer, in welchen sie ihm ihre Sympathie und Solidarität, aber auch gewisse Kritik mitteilten. Angesprochene Punkte waren die Abendmahlslehre, die Zehntenfrage, die Gewaltlosigkeit und die Liturgiereform. Eine zentrale Bedeutung kam der gemeinsamen Ablehnung der Säuglingstaufe zu.
Seit dem Frühjahr 1524, als Wilhelm Reublin und Johannes Brötli in ihren Gemeinden offen zur Verweigerung der Kindertaufe aufgerufen hatten, war das neue Taufverständnis zu einem zentralen Punkt in der Auseinandersetzung mit Zwingli geworden. Grebel und Manz zweifelten die biblische Begründung der Kindertaufe öffentlich an und verlangten vom Stadtrat eine Disputation zur Tauffrage. Die erste Zürcher Taufdisputation vom 17. Januar 1525 endete mit einem vollen Erfolg Zwinglis. Der Zürcher Rat erliess ein Mandat, in welchem alle Taufverweigerer aufgefordert wurden, ihre neugeborenen Kinder unverzüglich taufen zu lassen. Wer dieser Aufforderung nicht innerhalb von acht Tagen nachkomme, werde des Landes verwiesen. Grebel selbst war von diesem Verdikt betroffen, da er seine am 6. Januar 1525 geborene Tochter Rachel nicht hatte taufen lassen. In einem zweiten Mandat vom 21. Januar 1525 wurde Grebel und Manz jede weitere Agitation gegen die Kindertaufe untersagt, und das Unterrichten in ihren Bibelschulen (besonderen Schulen) wurde verboten. Die Nichtzürcher unter den Täufern (Reublin, Brötli, Castelberger und Hätzer) wurden aufgefordert, das Gebiet Zürichs innerhalb von acht Tagen zu verlassen.

## Erste Gläubigentaufe
Enttäuscht über den Ausgang der Taufdisputation und wohl verzweifelt über die drohende Zerschlagung ihres Kreises, trafen sich einige der betroffenen Gegner der Kindertaufe vermutlich noch am Abend, als das Mandat erlassen wurde, im Haus der Familie Manz zu einer Versammlung. Anlässlich des Treffens des radikalen Lesekreises kam es zur ersten bekannten Gläubigentaufe. Nach eigenen Angaben war es Jörg Blaurock, der Grebel um den Vollzug der Taufe bat. In einer einfachen Zeremonie taufte Grebel mit einer Küchenkelle den ehemaligen Priester, der seinerseits die übrigen Versammlungsteilnehmer taufte.
Der Bericht von dieser ersten Taufe trägt deutlich Züge eines Gründungsmythos und tauchte erst Jahre später im Geschichtbuch der Hutterischen Brüder auf. Die Chronik berichtet, dass «die Angst begann und auf sie kam» und «dass ihre Herzen bedrängt wurden». Blaurock sei niedergekniet und habe gebeten, «auf seinen Glauben und seiner Erkenntnis» getauft zu werden. Es gibt verschiedene Interpretationen zu diesem Ereignis. Sie reichen von der geplanten Gründung der ersten Täufergemeinde bis zur spontanen Provokation der Obrigkeit. Zwingli deutete diese erste «Wiedertaufe» als bewussten Akt der Separation. Tatsächlich war das Thema «Taufwiederholung» zuvor nie in den Briefen Grebels angesprochen worden und war bis dahin auch kein Gegenstand obrigkeitlicher Mandate.

## Missionstätigkeit
In der Woche nach dem 21. Januar 1525 kam es in Zollikon zu einer regen täuferischen Missionstätigkeit. Grebel hielt am 22. oder 23. Januar dort in einem Privathaus eine Abendmahlsfeier ab.
Anders als Brötli, Manz, Blaurock und andere scheint er jedoch in Zollikon selber keine Erwachsenentaufen durchgeführt zu haben. Da er sich dem Ratsmandat nicht fügen wollte, wich er nach Schaffhausen aus, wo er sich mit dem Reformator Sebastian Hofmeister traf. Von hier blieb er in Kontakt mit Reublin und Brötli, die ebenfalls in die Nordostschweiz geflohen waren. Zudem blieb er mit Balthasar Hubmaier, der in Waldshut in dieser Zeit eine eigentliche Täuferreformation durchführte, in Verbindung.
Die weiteren Wege Grebels sind nicht genau zu verfolgen. Gegen Ostern 1525 ist seine Anwesenheit in St. Gallen belegt. Gemeinsam mit Wolfgang Ulimann, Hans Krüsi und Lorenz Hochrütiner war er für eine grosse Verbreitung täuferischen Gedankengutes verantwortlich. Laut dem zeitgenössischen Chronisten Fridolin Sicher soll Grebel ungefähr dreihundert Menschen in der Sitter vor der Stadt St. Gallen getauft haben. Nachdem in der Stadt öffentlich sein Brief zur Tauffrage verlesen wurde, war er gezwungen, St. Gallen zu verlassen. Dies war gleichzeitig der endgültige Bruch mit seinem väterlichen Freund Vadian.
Nach einer kurzen Rückkehr nach Zürich, wo er seine Angelegenheiten regelte und vergeblich versuchte, seine Frau zur Begleitung zu bewegen, nahm er im Sommer 1525 seine Predigttätigkeit im Zürcher Oberland auf. Im Grüninger Amt war zu dieser Zeit ein eigentlicher Bauernaufstand im Gange. Grebel und die anderen Täuferprediger, zu denen auch Manz und Blaurock gestossen waren, fanden eine aufmerksame Zuhörerschaft. Mit ihrer täuferischen Botschaft heizten sie die antiklerikale und antiobrigkeitliche Stimmung erheblich an und erlebten einen grossen Zulauf.

## Gefangenschaft und Tod
Am 8. Oktober 1525 wurde Grebel zusammen mit Blaurock festgenommen und im Grüninger Schloss, dem Ort seiner Geburt, eingesperrt. Anschliessend wurden die beiden ins Gefängnis nach Zürich überführt. Auf Wunsch des Grüninger Landvogts Jörg Berger wurde vom 6. bis 8. November eine dritte Taufdisputation durchgeführt, an der sich auch der erneut verhaftete Felix Manz beteiligte. Wegen des grossen Andrangs musste die Veranstaltung vom Rathaus in das Grossmünster verlegt werden. Nach der Disputation, die eher einer Gerichtsverhandlung glich, wurden die drei Täuferführer am 18. November 1525 bei Wasser und Brot auf unbestimmte Zeit (so lang und vil Gott ein begnügen hat und mine Herren gut bedünckt) in den Neuen Turm geworfen. Anfang März 1526 wurden die Gefangenen erneut verhört. Das Strafmass wurde jetzt auf lebenslange Haft festgelegt. Zudem beschloss der Rat, die Wiedertaufe in Zukunft mit Ertränken zu bestrafen. Zwei Wochen später, am 21. März 1526, gelang den gefangenen Täufern die Flucht aus dem Gefängnis.
Konrad Grebel wandte sich nach seiner Flucht ins Appenzell und nach Graubünden, um weiterhin für die täuferischen Anliegen zu werben. Er wurde jedoch schon bald von der Pest ereilt. Er konnte sich noch nach Maienfeld durchschlagen, wo er im Sommer 1526 im Hause seiner Schwester Barbara verstarb. Wie und wo er beerdigt wurde, ist nicht überliefert.

## Werk und Würdigung

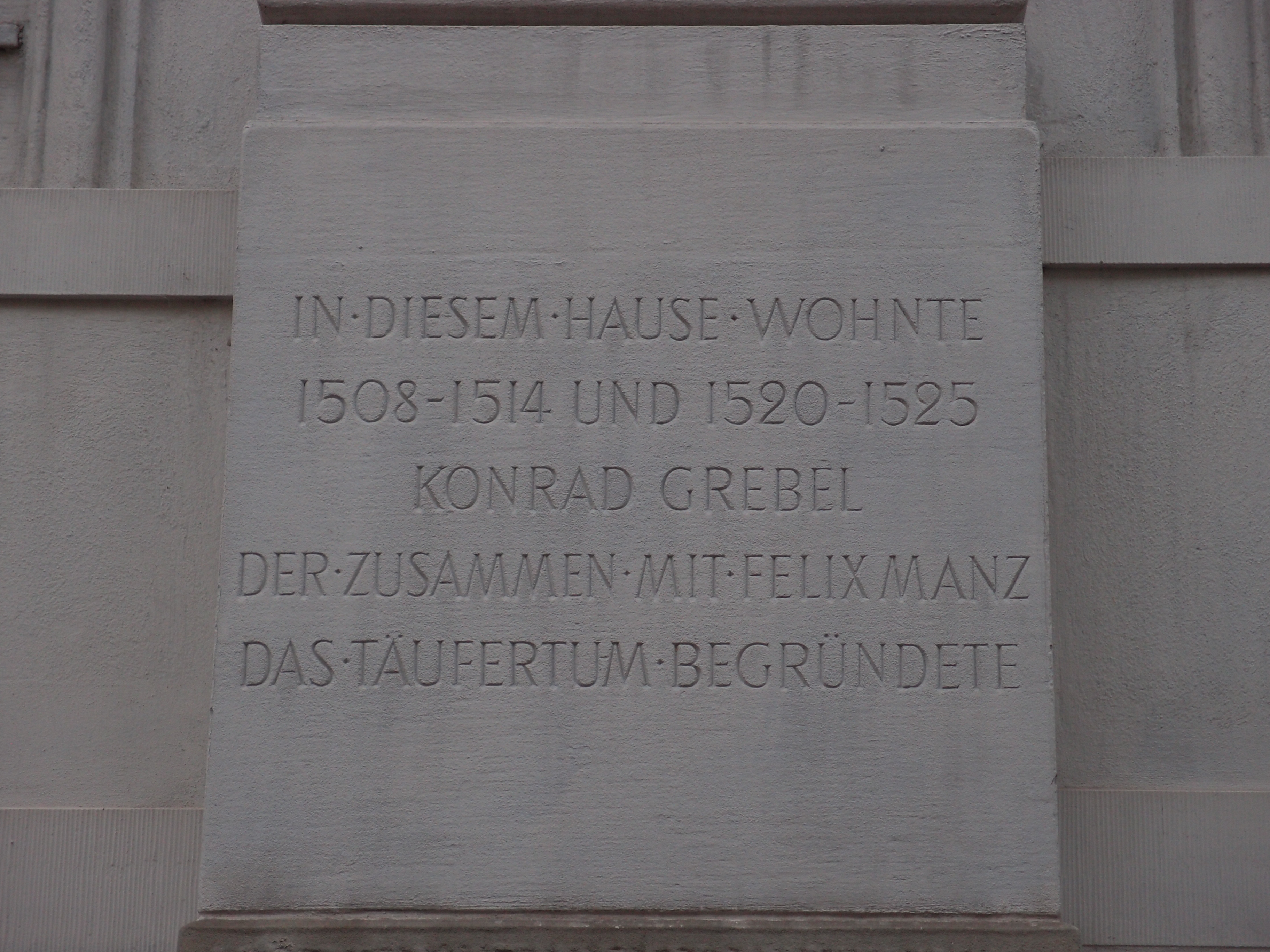
Gedenktafel für Konrad Grebel am Neumarkt in Zürich

Von Grebel sind aus der Zeit zwischen 1517 und 1525 an die 70 Briefe erhalten. Die meisten davon sind an Vadian gerichtet und stammen aus seiner Studentenzeit. Die Eingabe an den Zürcher Rat, die Protestation und Schutzschrift, die früher ihm zugerechnet wurde, stammt von Felix Manz. Dagegen sind die beiden Briefe, die vom Täuferkreis an Müntzer gerichtet waren, von Grebel selber verfasst worden. Eine von ihm geplante Schrift zur Tauffrage scheint er nie fertiggestellt zu haben. Die Bibelkonkordanz, die 1525 unter dem Namen von Hans Krüsi in Augsburg erschien, stammt möglicherweise von Grebel.
Sein eigentliches täuferisches Wirken umfasste lediglich anderthalb Jahre. Da er die erste bekannt gewordene Gläubigentaufe der Reformationszeit vollzog, wurde und wird er in freikirchlichen bzw. täuferischen Kreisen auch als Täufervater bezeichnet.
Zwingli sah nur geringe Unterschiede zwischen seinen und Grebels reformatorischen Ideen. Seine Entgegnungen machen jedoch deutlich, dass er Grebels eigentliches Anliegen nicht verstanden hatte: die Freiheit des Gewissens und die Trennung von Kirche und Staat. Die Zürcher Täufergemeinde unter Grebels und Manz’ Leitung war damit die Avantgarde einer Idee, die sich in Europa erst Jahrhunderte später durchsetzen sollte.
Anlässlich der Mennonitischen Weltkonferenz 1952 in Basel wurde an seinem Elternhaus am Neumarkt in Zürich eine Gedenktafel für Konrad Grebel eingerichtet. Die Tafel enthält folgenden Text: In diesem Haus wohnte 1508–1514 und 1520–1525 Konrad Grebel, der zusammen mit Felix Manz das Täufertum begründete.
Nach Grebel ist das Conrad Grebel University College benannt, welches zur University of Waterloo in Ontario in Kanada gehört.